# Rheocricotopus godavarius
Rheocricotopus godavarius är en tvåvingeart som beskrevs av Lehmann 1969. Rheocricotopus godavarius ingår i släktet Rheocricotopus och familjen fjädermyggor.
Artens utbredningsområde är Nepal. Inga underarter finns listade i Catalogue of Life.